# NGC 1179
NGC 1179 is een balkspiraalstelsel in het sterrenbeeld Eridanus. Het hemelobject werd in 1886 ontdekt door de Amerikaanse astronoom Ormond Stone.

## Synoniemen
- PGC 11480
- ESO 547-1
- MCG -3-8-60
- UGCA 48
- IRAS03003-1905